# Szkoła podstawowa (film 1971)
Szkoła podstawowa – polski krótkometrażowy film dokumentalny z 1971 roku w reżyserii Tomasza Zygadły.

## Treść
Film przedstawia w ośmiu scenach uczniów współczesnej szkoły podstawowej, przy czym w każdej ze scen pokazany zostaje inny rocznik. Tematem filmu jest zanik wolności słowa wśród dzieci, które mają zostać bezwzględnie podporządkowane autorytetowi nauczycieli, a w domyśle władzy.
Najsłynniejsza ze scen filmu dotyczy lekcji wychowania obywatelskiego, w której dzieci prześcigają się w zarzutach wobec swojego kolegi Grzesia, jednomyślnie przegłosowując jego ocenę ze sprawowania jako naganną. Inne sceny pokazują np. dyskusję nad bohaterem idealnym, w której jeden z chłopców ostrzega: „Nie najlepiej być człowiekiem bez skazy”. W scenie tańca dzieci na sali gimnastycznej uczniowie niemrawo naśladują wrzeszczącego na nich nauczyciela. Podczas pozalekcyjnej rozmowy rówieśników o nauczycielach jeden z chłopców twierdzi, że „wygłaszanie prawdziwych myśli i tego co się myśli po prostu przy nauczycielach to już by ucznia dyskwalifikowało”.

## Odbiór
Mikołaj Jazdon i Piotr Pławuszewski wskazywali, że w chwili premiery film mógł wyraźnie rezonować wśród publiczności, którzy odczytywali Szkołę podstawową niczym aluzję do wydarzeń grudniowych 1970 roku. Ponieważ w słynnej scenie linczu na Grzesiu mówi się o wystawieniu mu oceny nagannej za listopad, całość filmu nabierała wyraźnego tła politycznego: „szkoła podstawowa to PRL, dzieci to społeczeństwo, nauczyciele to władza, muzyka do tańca to system nakazów i norm narzucanych odgórnie przy wtórze propagandy”. Jazdon i Pławuszewski nawet interpretowali tytuł filmu jako zawoalowaną wersję frazy Szkoda podstawowa: „tak jak działa system edukacji, tak działa cały system ustrojowy PRL”.

## Nagrody
| Rok  | Festiwal                                                   | Nagroda                                | Nominowany     | Wynik   |
| ---- | ---------------------------------------------------------- | -------------------------------------- | -------------- | ------- |
| 1971 | Krakowski Festiwal Filmowy                                 | Brązowy Lajkonik w konkursie polskim   | Tomasz Zygadło | Wygrana |
| 1971 | Krakowski Festiwal Filmowy                                 | Złoty Smok w konkursie międzynarodowym | Tomasz Zygadło | Wygrana |
| 1971 | Klub Krytyki Filmowej Stowarzyszenia Dziennikarzy Polskich | Syrenka Warszawska                     | Tomasz Zygadło | Wygrana |

## Znaczenie
Szkoła podstawowa jest uznawana za jeden ze zwiastunów „nowej zmiany” w kinie dokumentalnym przełomu lat 60. i 70. XX wieku, opozycyjnej wobec formacji określanej mianem szkoły Karabasza. Inspirowali się nią Feliks Falk (Pytania, 1971), Juliusz Janicki i Maciej Wojtyszko (Mam 19 lat…, 1973), Marcel Łoziński (Egzamin dojrzałości, 1978), Paweł Woldan (Edukacja, 1985), Łukasz Wylężałek (W środku Polski, na końcu świata, 1985), Michał Bukojemski (Nauczyciele, 1985).
W 2006 roku Zygadło nakręcił kontynuację filmu: Szkołę podstawową, czyli wykształciuchów. Powrócił w nim do dawnych bohaterów filmu z 1971 roku, którzy opowiadali o swoich kolejach losu w ciągu 35 lat. Główny bohater słynnej sceny linczu, Grześ, już wtedy nie żył.